# Alarico (nombre)
Alarico es un nombre propio masculino de origen germano en su variante en español. Proviene del antiguo germano Alarich, que significa nobleza o fortaleza. Fue el nombre de dos reyes visigodos.

## Santoral
28 de septiembre: San Alarico.

## Variantes
- Femenino: Alarica.

### Variantes en otros idiomas
| Variantes en otras lenguas | Variantes en otras lenguas |
| -------------------------- | -------------------------- |
| Español                    | Alarico                    |
| Catalán                    | Alaric                     |
| Euskera                    | Alarika                    |
| Gallego                    | Alarico                    |
| Alemán                     | Alarich                    |
| Checo                      | Alarich                    |
| Eslovaco                   | Alarich                    |
| Esloveno                   | Alarik                     |
| Esperanto                  | Alariko                    |
| Estonio                    | Alarich                    |
| Finlandés                  | Alarik                     |
| Francés                    | Alaric                     |
| Galés                      | Alaric                     |
| Holandés                   | Alarik                     |
| Húngaro                    | Alarik                     |
| Inglés                     | Alaric                     |
| Italiano                   | Alarico                    |
| Latín                      | Alaricus                   |
| Letón                      | Alariks                    |
| Lituano                    | Alarikas                   |
| Noruego                    | Alarik                     |
| Polaco                     | Alaryk                     |
| Portugués                  | Alarico                    |
| Rumano                     | Alaric                     |
| Ruso                       | Аларих (Alarih)            |
| Serbio                     | Аларих (Alarih)            |
| Sueco                      | Alarik                     |
| Turco                      | Alarik                     |
| Ucraniano                  | Аларіх (Alarih)            |